# Timex Terminal 3000

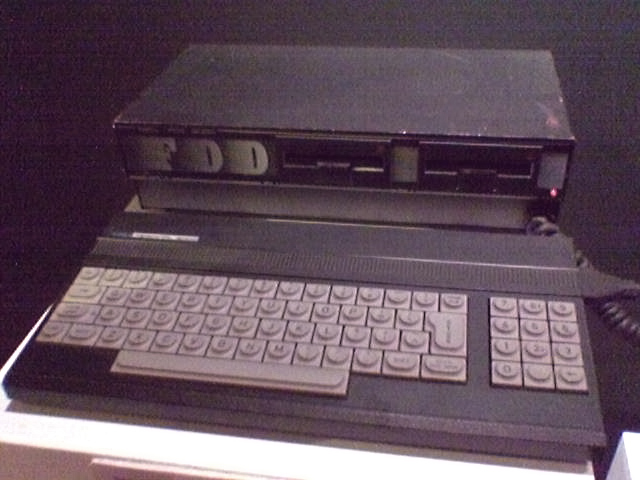
Starší verze klávesnice Timex Terminal 3000 (v pozadí disketová jednotka FDD 3000)

Timex Terminal 3000 je terminálová klávesnice k disketové jednotce Timex FDD3000. Timex Terminal 3000 umožňuje tuto disketovou disketovou jednotku používat jako samostatný počítač s operačním systémem CP/M bez připojení k počítačům Timex Sinclair a Sinclair ZX Spectrum.
Ve skutečnosti je Timex Terminal nikoliv pouze klávesnice, ale samostatný počítač založený na procesoru Z80. K disketové jednotce se připojuje stejným kabelem, kterým se disketová jednotka připojuje k FDD interface, pomocí kterého je disketová jednotka FDD 3000 připojována k počítačům Timex Sinclair a Sinclair ZX Spectrum. Disketová jednotka FDD 3000 neobsahuje obvody pro generování obrazu. Těmi je vybavena klávesnice Timex Terminal 3000, přičemž v klávesnici generovaný obrazový signál je veden do disketové jednotky, ke které je připojen monitor. Disketová jednotka FDD 3000 je vybavena konektorem pro připojení monitoru právě kvůli připojení klávesnice Timex Terminal 3000.
Existují dvě verze klávesnice, starší verze klávesnice má klávesy jako klávesnice počítačů Sinclair ZX Spectrum+ a Sinclair ZX Spectrum 128K+, novější verze má klávesy jako klávesnice počítačů PC-AT.

## Technické informace[6]
- procesor: Z80,
- TS2068 ULA,
- počet kláves: 69.